# Klinze
Klinze ist ein Ortsteil der Stadt Oebisfelde-Weferlingen im Landkreis Börde in Sachsen-Anhalt.

## Geographie
Klinze liegt zwischen Ribbensdorf im Südwesten und Eickendorf im Nordosten, die jeweils rund drei Kilometer entfernt liegen. Südöstlich liegt in zwei Kilometern Entfernung Belsdorf. Klinze liegt am Westhang des Flechtinger Höhenzuges und ist der höchstgelegene Ortsteil von Oebisfelde-Weferlingen. 

## Geschichte
Klinze gehörte lange dem Kreis Gardelegen an. 1910 hatte die Gemeinde 247 Einwohner. Später kam es zum Kreis Haldensleben. Am 16. Januar 1974 wurde Klinze in die Gemeinde Ribbenstedt eingegliedert. Diese wurde am 2. Juli 1991 in Siestedt umbenannt und am 1. Januar 2010 der Stadt Oebisfelde-Weferlingen zugeordnet. Seitdem ist Klinze Teil der Ortschaft Siestedt.

## Infrastruktur
Klinze ist durch Kreisstraßen mit Ribbensdorf, Eickendorf und Belsdorf verbunden. Der Ort hat eine kleine evangelisch-lutherische Dorfkirche.